# Hrabstwo Tipton (Tennessee)
Hrabstwo Tipton (ang. Tipton County) – hrabstwo w stanie Tennessee w Stanach Zjednoczonych. Obszar całkowity hrabstwa obejmuje powierzchnię 474,72 mil² (1227,65 km²). Według szacunków United States Census Bureau w roku 2009 miało 59 495 mieszkańców.
Hrabstwo powstało w 1823 roku. 

## Miasta
- Atoka
- Brighton
- Burlison
- Covington
- Garland
- Gilt Edge
- Mason
- Munford[4]

| Populacja hrabstwa w poprzednich latach | Populacja hrabstwa w poprzednich latach |
| Rok                                     | Liczba ludności                         |
| --------------------------------------- | --------------------------------------- |
| 1980                                    | 32 353                                  |
| 1990                                    | 37 568                                  |
| 2000                                    | 51 271                                  |
| 2005                                    | 55 998                                  |